# Инструментальное программное обеспечение
Инструмента́льное програ́ммное обеспе́чение — программное обеспечение, предназначенное для использования в ходе проектирования, разработки и сопровождения программ, в отличие от прикладного и системного программного обеспечения.

## Системы программирования
К этой категории относятся программы, предназначенные для разработки программного обеспечения:
- ассемблеры — компьютерные программы, осуществляющие преобразование программы в форме исходного текста на языке ассемблера в машинные команды в виде объектного кода.
- трансляторы — программы или технические средства, выполняющие трансляцию программы.
- компоновщики (редакторы связей) — программы, которые производят компоновку — принимают на вход один или несколько объектных модулей и собирают по ним исполнимый модуль.
- препроцессоры исходных текстов — это компьютерные программы, принимающие данные на входе и выдающие данные, предназначенные для входа другой программы, например, такой, как компилятор
- отладчики (debugger) являются модулями среды разработки или отдельными приложениями, предназначенными для поиска ошибок в программе.
- текстовые редакторы — компьютерные программы, предназначенные для создания и изменения текстовых файлов, а также их просмотра на экране, вывода на печать, поиска фрагментов текста и т. п.
  - специализированные редакторы исходных текстов — текстовые редакторы для создания и редактирования исходного кода программ. Специализированный редактор исходных текстов может быть отдельным приложением, или быть встроен в интегрированную среду разработки (IDE).
- библиотеки подпрограмм — сборники подпрограмм или объектов, используемых для разработки программного обеспечения.
- редакторы графического интерфейса.
- Средства автоматизации разработки программ (CASE-средства)

Перечисленные инструменты могут входить в состав интегрированных сред разработки

## Виды инструментального ПО
- Интегрированные среды разработки
- SDK
- Компиляторы и кросс-компиляторы
- Интерпретаторы
- Линковщики
- Ассемблеры
- Отладчики
- Профилировщики
- Генераторы документации
- Средства анализа покрытия кода
- Средства непрерывной интеграции
- Средства автоматизированного тестирования
- Системы управления версиями
- Системы управления проектами
- Системы отслеживания ошибок
- и другие